# Hetaeria nitida
Hetaeria nitida är en orkidéart som beskrevs av Henry Nicholas Ridley. Hetaeria nitida ingår i släktet Hetaeria och familjen orkidéer. Inga underarter finns listade i Catalogue of Life.